# Château de la Touche Saint-Joseph
Pour les articles homonymes, voir Château de la Touche (homonymie) et La Touche (homonymie).
Le château de la Touche Saint-Joseph se situe sur la commune de Fégréac, département de la Loire-Atlantique, sur la D35, en France.
Il ne faut pas confondre La Touche Saint-Joseph avec La Touche Saint-Armel, situé sur la même commune de Fégréac, ni avec le château de la Touche établi sur la commune de Nozay.

## Localisation

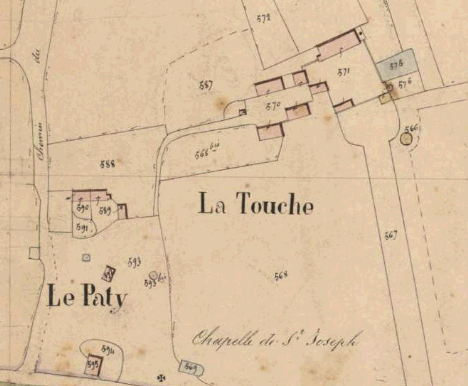
Plan de l'ancien Cadastre 1844

La propriété se situe à l’ouest de la commune de Fégréac, dont le bourg, installé sur une croupe, a pour limite au nord : Saint-Nicolas-de-Redon et Avessac ; à l'est : Plessé ; au sud-est : Guenrouët ; au sud : Sévérac ; et à l'ouest : Théhillac et Rieux. Ces deux dernières paroisses relèvent du diocèse de Vannes. Entre Nivillac et Redon, on découvre une vaste étendue de marais qui sert d’exutoire ordinaire aux pluies hivernales qui viennent, à la mauvaise saison, gonfler le flot agité de la Vilaine.
D'un point culminant qui reste à trouver on pourrait suivre d’un même regard les automobiles qui passent sur la route départementale D35, le bateau qui se traîne sur la Vilaine ou le canal de Nantes à Brest, et le convoi ferroviaire qui fuit à toute allure sur les rails entre Redon et Saint-Nazaire. Un lieu aussi favorablement situé a dû, on le comprendra aisément, être occupé de bonne heure. Le manoir de La Touche-Saint-Joseph se trouve à l'emplacement des arènes de Durétie. En effet, les vestiges de la station gallo-romaine de Rieux-Fégréac attestent une présence ancienne qui remonte aux Romains , aux alentours de la Butte de Bro.
Le bâtiment d'exploitation agricole actuel de La Touche Saint-Joseph, édifié à la fin XIXe siècle, remplace ceux de trois petites fermes établies sur une dizaine d'hectares chacune, dont les revenus peinent à suffire aux fermiers et à leurs familles.
L'abbé Orain, par l'entremise de M. Philippe Poulain, y fait cacher des prêtres pendant la Révolution française.

## Château ou Manoir
Les premiers propriétaires attestés remonte au XVe siècle. La construction du manoir - tels que le voyons actuellement - date du commencement du XVIIe siècle ; on la doit à la famille de M. du Murier. Il vient remplacer des bâtiments élevés plus à l'est, en face de l'avenue,.
Le bâtiment actuel comprend deux corps juxtaposés. La plus ancienne partie remonterait au XVe siècle, reconnaissable à la rangée de pierres de tuffeau disposée dans la partie supérieure du mur de façade. La partie la plus récente serait édifiée après l'incendie qui a détruit la construction initiale.
Dans Le Tir et la Chasse des Athéniens du jour, ouvrage paru en 1870, Armand de Lourmel, neveu par sa mère du capitaine de frégate, présente ses souvenirs de La Touche Saint-Joseph et y décrit le château tel qu'il l'a connu dans sa jeunesse.
Les pièces d'habitation, contenues dans 2 pavillons juxtaposés, se répartissent sur 3 niveaux, entre rez-de-chaussée et grenier.
Jusqu'en 1872, chaque partie contient 2 appartements de 7 m de largeur chacun. L'escalier d'honneur se situe à l'ouest ; le petit escalier se trouve à l'est ; il dessert les pièces de ce côté et celle du régisseur qui occupe alors un pavillon contigu.
Actuellement, le niveau de plain-pied donne accès au salon (à l'est) et s'inscrit dans la largeur du bâtiment. La salle à manger se situe au nord ; on y accède par un corridor qui part du salon et longe toute la façade sud, contournant l'escalier d'honneur.
Au second niveau, parallèlement à la disposition du 1er niveau, se trouvent les chambres. Le troisième et dernier niveau, sous les combles, parallèlement à la disposition des niveaux précédents, sert de grenier et abrite les chambres de service.
Un ancien escalier en pierre est démonté et transporté ailleurs.

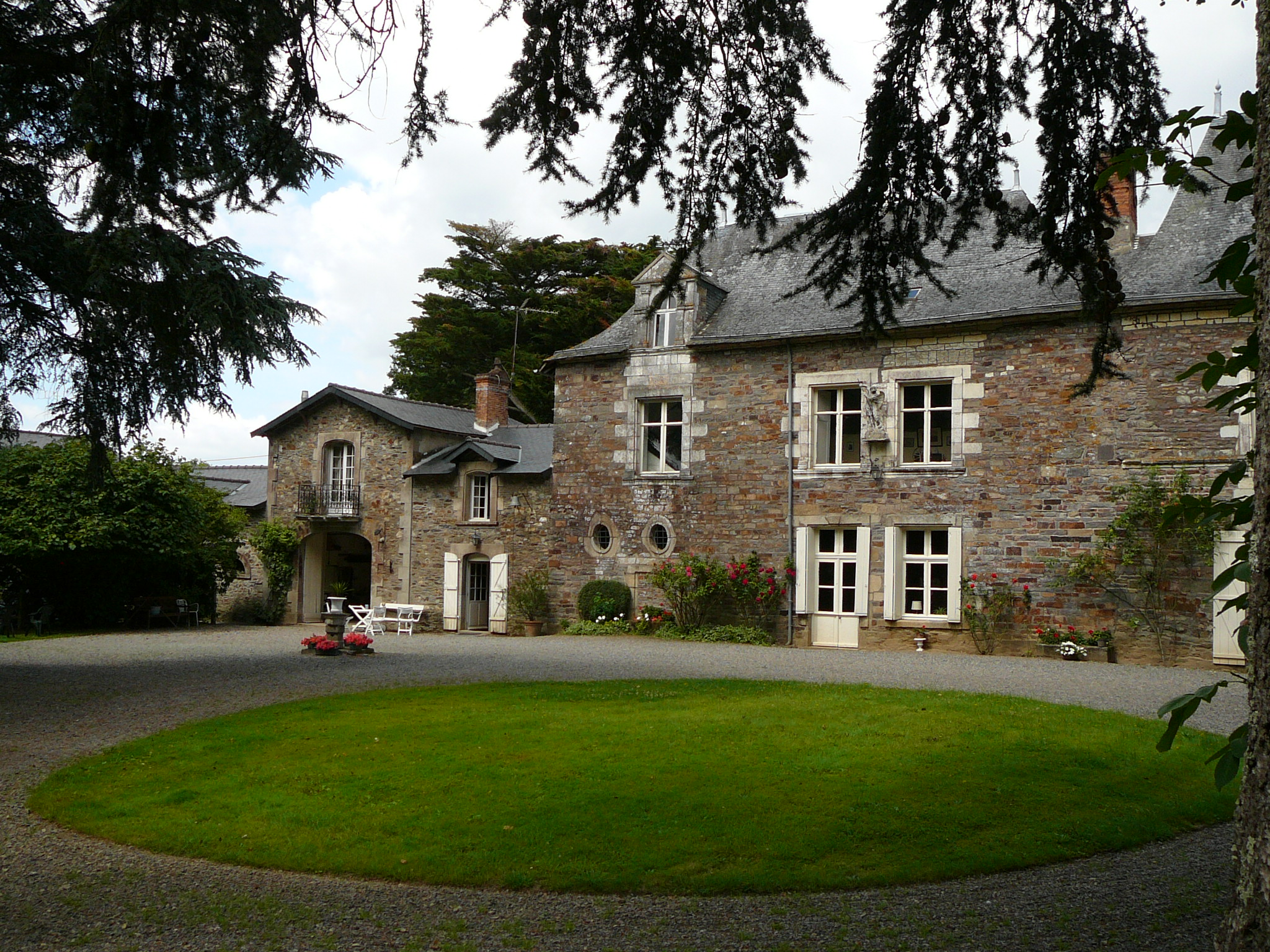
La Touche Saint-Joseph - Façade sud (vue récente)
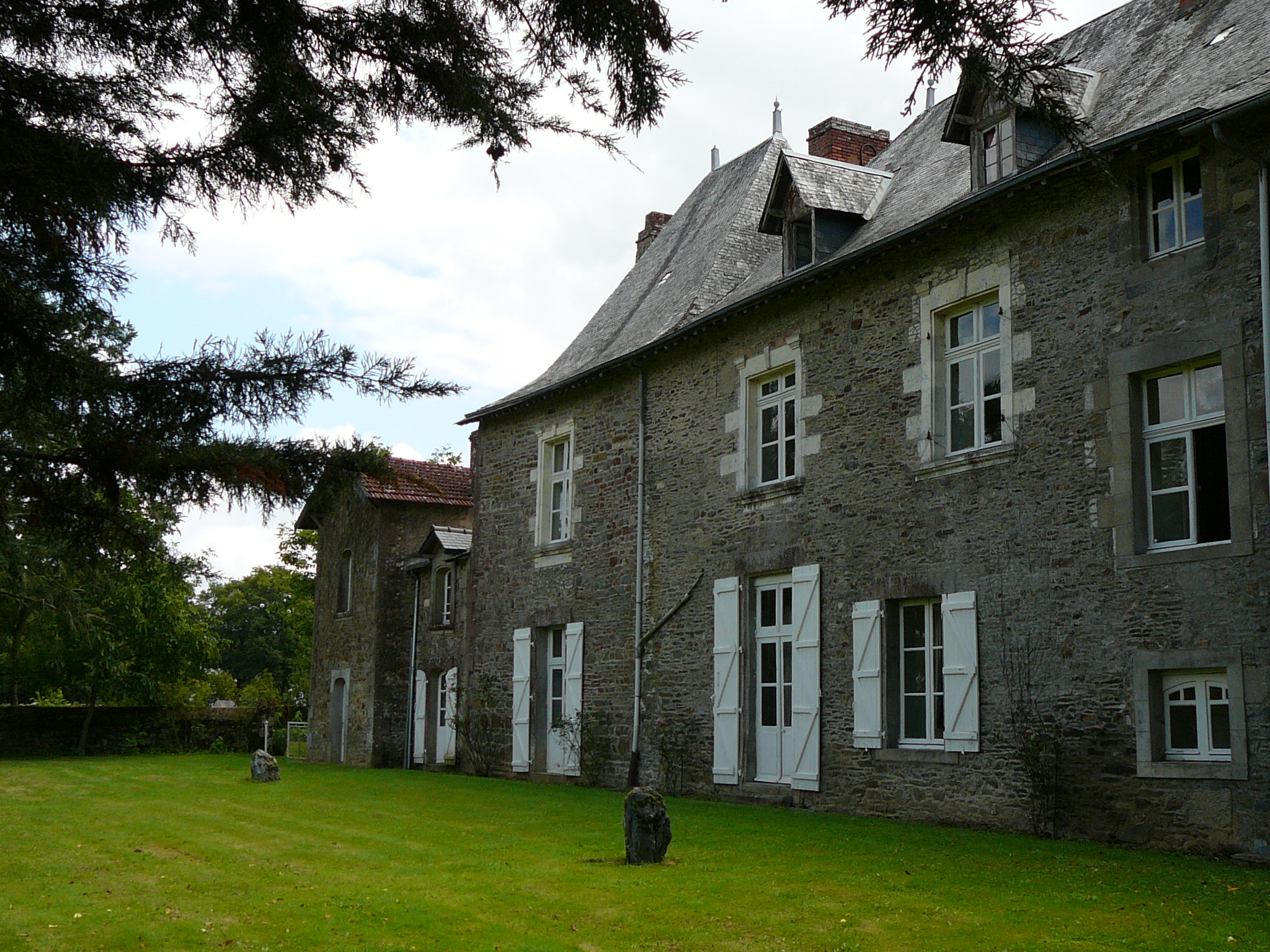
La Touche Saint Joseph - Façade nord (Vue récente)
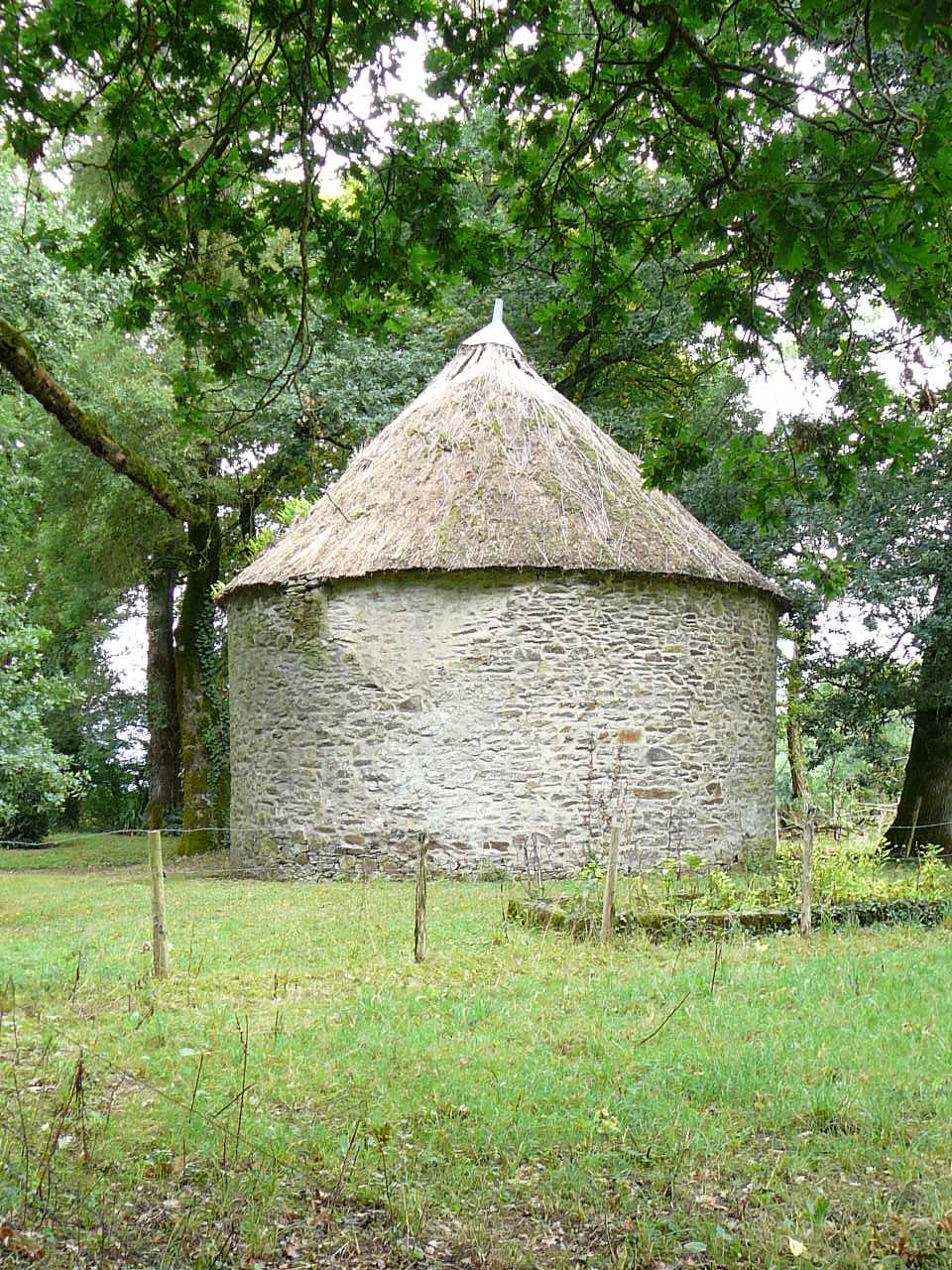
Pigeonnier - La Touche Saint-Joseph (vue récente)
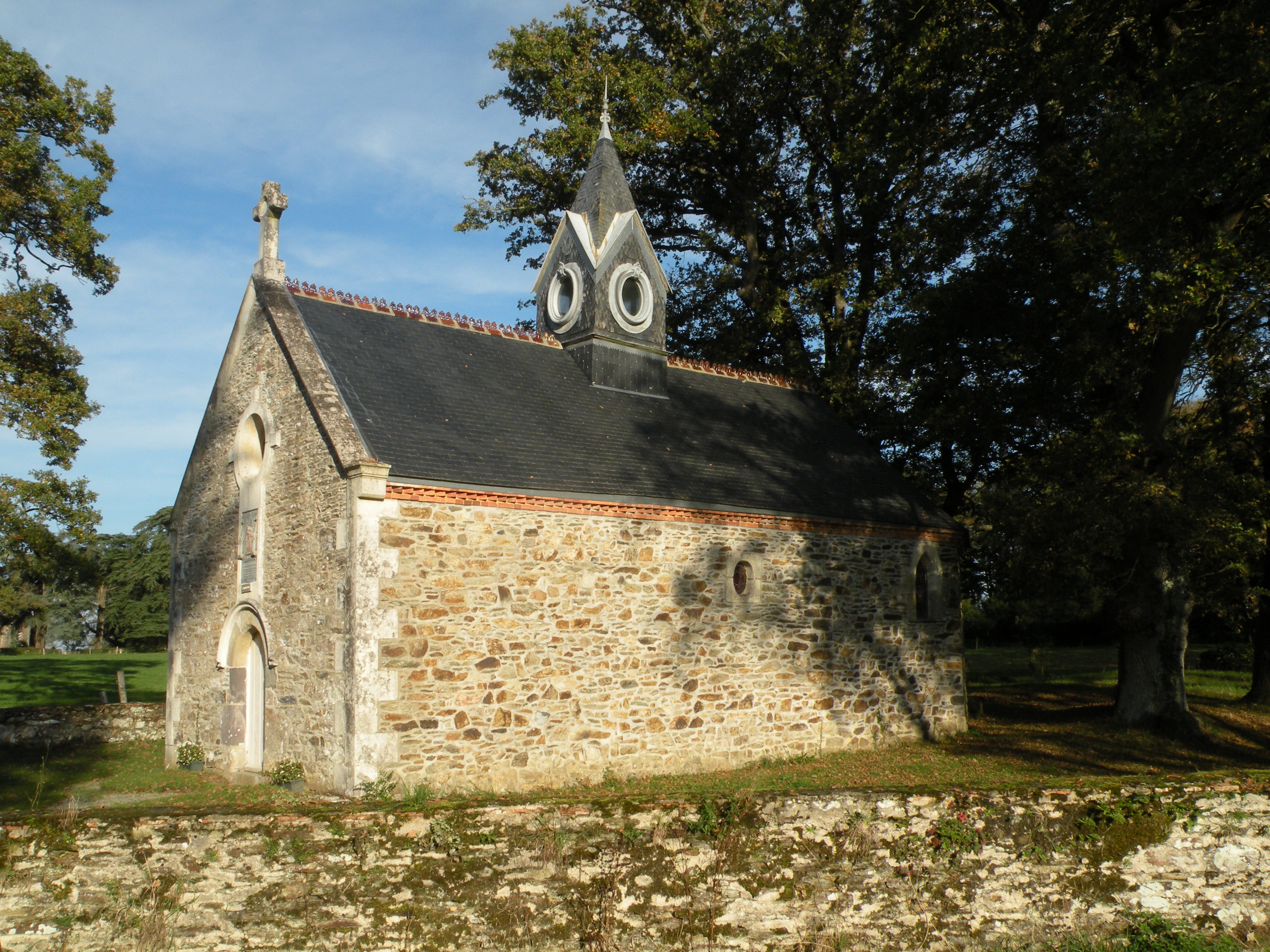
Chapelle Saint-Joseph (vue récente)

## Exploitation agricole
En 1867, La Touche Saint-Joseph, alors dans une très mauvais état et encore encombrée de meubles, est louée à John LeBas [février 1868], Anglais originaire de Jersey, époux de Jane Alexandre Merickel, et père d'Osmond et d'Emily. Celui-ci renvoie les fermiers à l'expiration de leur bail et se met en faire-valoir direct. Il fait abattre des arbres ; comble les fossés qui le gênent ; vend des matériaux à des ferrailleurs. Ainsi donc, très vite, les relations entre propriétaire et locataire dégênèrent jusqu'au procès. La maison de maître est ainsi louée avec les terres jusqu'en août 1872, époque où le tribunal de Saint-Nazaire intime l'ordre au locataire de se retirer. En effet, le litige porté devant le tribunal de Saint-Nazaire dès 1869, porte notamment sur le fermage qui se monte à 2 000 francs : l'Anglais se montre mauvais payeur.
À cette date, La Touche Saint-Joseph se retrouve donc sans fermier et dans un tel état qu'aucun candidat ne se propose pour la reprendre. C'est alors qu'Henri de Barmon, fils du capitaine de frégate Ludovic de Barmon, prend en charge le projet de remettre en ordre la propriété sous l'égide de M. Michel Adolphe Pelet de Lautrec, son oncle maternel.
Les anciennes habitations des fermiers tombant de vétusté, on décide de les raser et de remployer les matériaux pour édifier les nouveaux bâtiments qui mesurent 64 m de long. Au mois de septembre 1872, commencent les travaux qui se terminent par la bénédiction des bâtisses, le 25 août 1874.
A cette époque, l'emplacement de la nouvelle ferme est choisi de manière à recueillir les eaux des terrains supérieurs et à entraîner, par leur écoulement naturel vers une prairie créée à cet effet en contrebas, les égouts des étables qui se déversent dans la cour. La disposition des bâtiments sur une seule ligne, sans ouverture de sortie côté nord, en facilite grandement la surveillance.
À plusieurs reprises, Henri Nicolazo de Barmon se voit décerner régulièrement des prix récompensant le travail mené sur l'exploitation : 1882, 1888,,1900, 1901, 1903 
En 1898, un incendie détruit accidentellement un hangar.

## Chapelle Saint-Joseph
D'abord carrée, la chapelle Saint-Joseph est agrandie côté chœur (lambrissé et à pans coupés), au XVIe siècle, afin de servir d'église paroissiale, après que la chapelle Saint-Jacques du Bellion, située à proximité, est tombée en désuétude.
Vers 1550, lorsque le pont de Rieux menace ruine, la chapelle est agrandie par le seigneur de La Touche. On rapporte que les habitants de la frairie y sont inhumés et que l'un des trinitaires de Rieux y vient dire la messe et catéchiser. Cette pratique dure jusqu'au début du XVIIe siècle. En effet, dès 1608, la nouvelle église paroissiale édifiée dans le bourg de Fégréac et dédiée à saint Méréal, desservie par deux prêtres, attire les habitants de cette partie du territoire et ceux-ci préfèrent désormais être enterrés dans le cimetière situé autour de l'église paroissiale. Dès lors, la chapelle Saint-Joseph devient un lieu de culte privé, réservé aux habitants et au propriétaire du château de La Touche Saint-Joseph ; seul le clergé de la paroisse conserve la coutume d'y célébrer tous les ans le Saint Office, le 19 mars et le lundi des rogations. Les trinitaires de Rieux desservent un temps la chapelle. Ainsi s'explique l'incident survenu à l'époque de l'abbé Orain , au printemps 1792. Un trinitaire dénommé Tual, n'ayant pu traverser la Vilaine le jour de la Pentecôte pour aller dire la messe à la chapelle de saint Joseph, de nombreux fidèles veulent alors se rendre à Rieux pour y entendre la messe du matin ; le premier flot du mascaret survenant, le chaland en surcharge se remplit d'eau et treize personnes périssent.
Après la Révolution, Mme Jean-Marc de Condé, veuve réfugiée à La Touche Saint-Joseph, se trouve assez riche, lors de la réouverture des églises, pour donner des cloches à la paroisse, en remplacement de celles que la République a fait fondre.
Vers 1855 ou 1857, cette chapelle est tombée dans un tel état de vétusté que Mgr l'évêque de Nantes cesse de donner l'autorisation d'y dire la Sainte Messe.
En 1864, M. Louis Nicolazo de Barmon, dit Ludovic, propriétaire, fait réparer la chapelle d'une manière importante. En effet, cette restauration s'étend à une nouvelle toiture, à une élévation des murs couronnés d'un triple rang de briques ; le pignon est entièrement relevé ; la porte principale d'un style roman, sise en contrebas du sol, est rehaussée de 20 cm et reçoit une ornementation extérieure dans le genre des premiers travaux. Sur la façade, M. Ludovic de Barmon fait placer une plaque de zinc représentant le Bon Pasteur. Les parties qui la raccordent avec le sol sont enduites à l'extérieur comme à l'intérieur de ciment de Portland. Le faîtage en briques dentelées est fixé avec le même ciment. Les dallages où sont placées 14 croix en brique sont aussi faits avec le ciment d'Angleterre.
À l'intérieur, la chapelle est ornée d'une statue de la Sainte Vierge, en marbre blanc, venue de Messine, en Italie ; elle représente l'Assomption. Les statues de sainte Anne et de saint Joseph sont en plâtre. La chapelle est également décorée intérieurement d'une frise de peintures qui s'étend sur le haut des murs sous la charpente, et qui représente des demi-couronnes reliées entre elles. Les entraits sont semés de fleurettes et écussonnés. Les vitraux portent les armoiries des diverses familles propriétaires du château de la Touche Saint-Joseph.
À l'extérieur, M. Ludovic de Barmon fait placer au chevet une ancienne croix romane qui se trouve alors dans le chemin en vis-à-vis de la porte principale de la chapelle et qui peut gêner la circulation. Enfin, M. le curé de Fégréac, autorisé par Mgr l'évêque de Nantes, vient bénir la chapelle le 13 septembre 1864. Il est assisté de M. le recteur de Rieux, de son vicaire, et de M. l'abbé Marchand, prêtre à Fégréac. Mme Ludovic de Barmon, entourée de tous ses enfants, ainsi que de beaucoup de paroissiens, assistent à cette cérémonie qui est suivie de la Sainte Messe. Les anciens, les vétérans et des rocantins s'empressent d'y assister, se rappelant sans doute avec bonheur que, pendant la Terreur, leurs pères ont assisté dans cette chapelle à la Sainte Messe que le saint prêtre Orain vient y célébrer de temps à autre.
Le 26 décembre 1873, le récollet Alexis de Sainte-Pazanne érige le chemin de croix dans la chapelle. « C'est une faveur que méritait pleinement l'excellente famille de Barmon qui en toutes choses donne le bon exemple et jouit naturellement de l'estime de tous : que saint Joseph la protège toujours. Fiat. » Un certain 3 juillet, les ouvriers de l'entreprise de François-Eugène Denis (1828-1878) , établie à Nantes, viennent placer les vitraux dans la chapelle Saint-Joseph de La Touche : Sainte Vierge, Sacré Cœur, saint Joseph. Henri de Barmon assiste à l'opération.
Le 18 juillet 1899, la chapelle Saint-Joseph est autorisée comme chapelle de secours.
L’édifice est restauré en 1937.
À partir du 8 août 1939, par décision épiscopale, la chapelle de La Touche Saint-Joseph qui jouissait de l'autorisation de Mgr Rouard usque ad revocationem comme chapelle de secours perd ce privilège. L'ordinaire peut accorder per modum actus au clergé paroissial l'autorisation de célébrer mais à condition que la demande en soit faite chaque année, à l'ordinaire, en mai. La raison de cette mesure est que cette chapelle est propriété particulière et qu'actuellement le clergé paroissial seul y célèbre la messe deux fois l'an : aux rogations et à la saint Joseph. Cette permission est renouvelée en 1944.
En 2005, M. Christian de Barmon procède de nouveau à une restauration significative et appose une nouvelle plaque commémorative au-dessus la porte principale de l'édifice et en dessous de celle de bronze posée par son arrière-grand-père.
Saint Vincent Ferrier se serait arrêté à cette chapelle en allant prêcher à Fégréac, où il guérit de la surdité Perrinet ou Pierre Perrault.
On raconte que, vers 1488, Anne de Bretagne qui vit alors chez le maréchal de Rieux, son tuteur, aime venir y prier.

## Propriétaires
| 1440-1513 | Famille Guyomar |
| 1513-1526 | Guillaume Guyomar ( ?-1540) ; il épouse en 1510 Guillemette Coppale |
| 1513-1619 | Guillemette Guyomar, épouse de Guillaume Coppale |
|           | Jean Coppale, épouse de Catherine de Léhellec ( ?-1602) |
|           | Vente des terres de La Touche à la famille du Meurier. |
| 1619-1668 | Famille du Mûrier Jean du Mûrier de Saint-Rémy ( ?-1643), époux de Perrine Lefebvre ; dont : 6 enfants. Thomas, aîné des 6 enfants, est inscrit, dans les registres paroissiaux en 1635, comme seigneur de La Touche. Il rend hommage de vassal au duc de Lorraine, seigneur de Rieux. En 1653, François épouse en premières noces et religieusement en la chapelle Saint-Joseph, Claude Guezille ; épouse en secondes noces Isabelle Hamelin. |
|           | Succession ou arrangement de famille. |
| 1668-1716 | Famille Lefebvre de Laubrière |
|           | Vente à Jeanne Le Bel, dame des Portes, veuve de Roland de Guynée (5 décembre 1716). |
| 1716-1773 | Famille de Guynée Louis de Guynée des Portes (1687-1737) ; il épouse, en premières noces, Jeanne du Bot ; il épouse, en secondes noces, Marie Elisabeth du Bot (1701-1773) |
|           | Vente des terres de La Touche |
| 1773-1799 | Famille de Guériff de Kerosay N***, père Charles François Louis, Marie, fils |
|           | Vente des terres de La Touche Saint-Joseph comme bien national. |
| 1799-1824 | Antoinette Le Pot, épouse de Charles Dominé de Vernez, et Jeanne Félicité Dominé, leur fille (1762-1824) |
|           | Succession |
|           | Jean-Marc de Condé (1755-1794), époux de Jeanne Félicité Dominé de Vernez |
| 1809-….   | Famille Nicolazo de Barmon |
| 1809-1855 | François Nicolazo de Barmon, époux d’Antoinette-Alexandrine de Condé, seule et unique héritière de La Touche Saint-Joseph de sa mère, née Jeanne Félicité Dominé de Vernez. |
|           | Vente d’Antoinette Alexandrine de Condé à son fils Louis Nicolazo de Barmon, pour 46 000 francs, par acte passé devant Me Marcel Poittevin, à Cherbourg, le 17 avril 1855. |
| 1855-1876 | Ludovic Nicolazo de Barmon |
|           | Succession en date du 29 septembre 1877, à la suite des partages après le décès de Ludovic. |
| 1877-1923 | Henri Nicolazo de Barmon |
|           | Succession, vente et rachat par surenchère |
| 1926-1985 | René Nicolazo de Barmon |
|           | Succession |
| 1985-….   | Christian Nicolazo de Barmon |